# Uncharted 3: Drake's Deception
Uncharted 3: Drake's Deception är ett tredjepersonsskjutspel till Playstation 3, utvecklat av Naughty Dog och gavs ut av Sony Computer Entertainment. Spelet är uppföljaren till Uncharted 2: Among Thieves och släpptes i Nordamerika den 1 november 2011 och i Europa den 2 november. Spelet är den första i serien som stöder stereoskopisk 3D.
Spelets huvudperson Nathan Drake och hans affärspartner Victor Sullivan ger sig ut på en resa till Rub al-Khali på den Arabiska halvön, på jakt efter den legendariska försvunna pelarstaden Iram. Handlingen utgår från TE Lawrences dagar som arkeolog, samt om Nathans förhållande med Sullivan.
Den 9 oktober 2015 släpptes spelet till Playstation 4 ihop med dess föregående spel som en del av Uncharted: The Nathan Drake Collection.

## Handling
Berättelsen börjar med att Nathan "Nate" Drake och Victor "Sully" Sullivan går på ett ärende i Londons mörka gränder. De går till en pub för att förhandla om ett handelsavtal med en man vid namn Talbot, som erbjuder dem en stor summa pengar i utbyte mot en ring som förmodligen har tillhört Sir Francis Drake, som Nate hade i sin ägo. Men Nate och Sully får syn på att Talbots pengar är falska och de avbryter avtalet, något som Talbot inte tillåter. Talbots huliganer attackerar Nate och Sully, och efter ett stort slagsmål flyr de från puben men råkar i strid med Charlie Cutter, som tycks vara huliganernas ledare, i en gränd. Cutter och hans män slår ner dem, och Talbots klient, Katherine Marlowe, dyker upp och stjäl Drakes ring. När Nate försöker ta tillbaka ringen blir han och Sully skjuten av Cutter, som dödar dem båda.
Sedan ger man sig in i en tillbakablick 20 år före händelserna i spelet. En ung Nathan Drake undersöker ett marinmuseum i staden Cartegena i Colombia, på jakt efter Sir Francis ring, men han kastas ut av vakterna då de misstänker honom för att vara en tjuv. I detta tillfälle får han för första gången syn på Victor Sullivan som ung, och Nate följer efter honom till en nyckelmakare och stjäl sedan hans plånbok. Nate får tag på en nyckel i Sullys plånbok och han använder den för att öppna upp en monter i museet, där Sir Francis ring låg. Han stjäl ringen men blir sedan fångad av Marlowe, hennes hantlangare och Sully, som arbetade för henne. Men Nate lyckas fly med ringen och han räddas från Marlowes agenter av Sully, som beslutar att bli Nates mentor. 
Berättelsen återgår till nutiden och det avslöjas att mötet med Talbot och Marlowe var ett påhitt utfört av Nate och Sully för att komma närmare Marlowe, och att Cutter är en gammal vän till dem. Med hjälp av deras vän Chloe Frazer spårar de upp Marlowes bil till ett hemligt bibliotek, där de lyckas skaffa T.E. Lawrences anteckningsbok och en karta som tyder på att Francis Drake har gjort en hemlig resa till Arabien, där han var på uppdrag av drottning Elizabeth I att söka efter den förlorade staden Ubar. Nate undersöker dessa föremål och han förmodar att man kan hitta ett par ledtrådar om stadens läge i korsriddarkryptor i en gammal fransk herrgård och i ett citadell i Syrien. Gruppen splittrar sig och medan Chloe och Cutter reser till Syrien beger sig Nate och Sully till östra Frankrike för att leta efter herrgården. De finner den övergiva herrgården och hittar en halvdel av en amulett inne i kryptorna. När de var på väg ut råkar de utför ett bakhåll av Talbot, som tar amuletten och sätter hela herrgården i brand. Nate och Sully flyr och beger sig snabbt till Syrien, då de fruktar att även Chloe och Cutter hade blivit förföljda av Talbots och Marlowes män.
De stöter på Chloe och Cutter i citadellet, och de har fått reda på att Marlowe ger sig ut på ett fyrahundra år gammalt uppdrag för att skaffa sig makt genom att dra nytta av hennes fienders rädslor. Gruppen kommer till den andra kryptan och hittar den andra halvan av amuletten, som avslöjar att deras nästa ledtråd finns i Jemen. Men samtidigt som de lämnar citadellet blir Cutter omringad av Marlowe och Talbot på ett torn och de tvingar honom att lämna över amulettbiten. Cutter flyr genom att hoppa ner från ett torn, men råkar bryta sitt ben från fallet. Nate, Sully och Chloe hämtar Cutter och lyckas fly från citadellet med en stulen buss. Då Chloe och Cutter måste dra sig tillbaka reser Nate och Sully till Jemen.
De träffas deras gamle vän Elena Fisher, som hjälper dem att lokalisera en underjordisk grav där Sir Francis Drake för länge sedan hade skrivit varningar till dem som försöker leta efter staden Ubar. Trion blir sedan jagade av köttätande spindlar och när de kommer upp till ytan blir Nate skjuten av en pil som innehöll hallucinogen. Nate traskar bort från Sully och Elena och han vaknar upp utanför ett café med Marlowe och Talbot. Marlowe leker med Nates sinne med att berätta delar om hans förflutna för att berätta för henne om var den förlorade staden ligger, men som han dock vägrar att avslöja. Marlowe överlämnar Nate till ett gäng pirater som hon anställt, vilka leds av piraten Rameses, för att förhöra honom så att hon kan skaffa sig underrättelser om Iram Pelarstaden. Ramses påstår sig ha tillfångatagit Sully och hotar med att tortera honom. Nate lyckas fly från fångenskapen och spårar Rameses via en lastkaj till ett stort kryssningsfartyg, där han tror Sully finns fångad. Han infiltrerar fartyget, men upptäcker att piraterna inte har Sully som gisslan. När piraterna försöker gripa honom spränger Nate ett stort hål i fartygets skrov, vilket gör att hela fartyget kantrar. Han flyr från fartyget och dyker ner i havet, och spolas till en strand. Han återförenas med Elena, som informerar honom om att Sully hade blivit fångad av Marlowes män och tog honom med en konvoj till Rub al Khali-öknen, men de kan rädda honom om de lyckas infiltrera sig in i ett fraktflygplan, som på gryningen ska leverera förnödenheter till Marlowes konvoj.

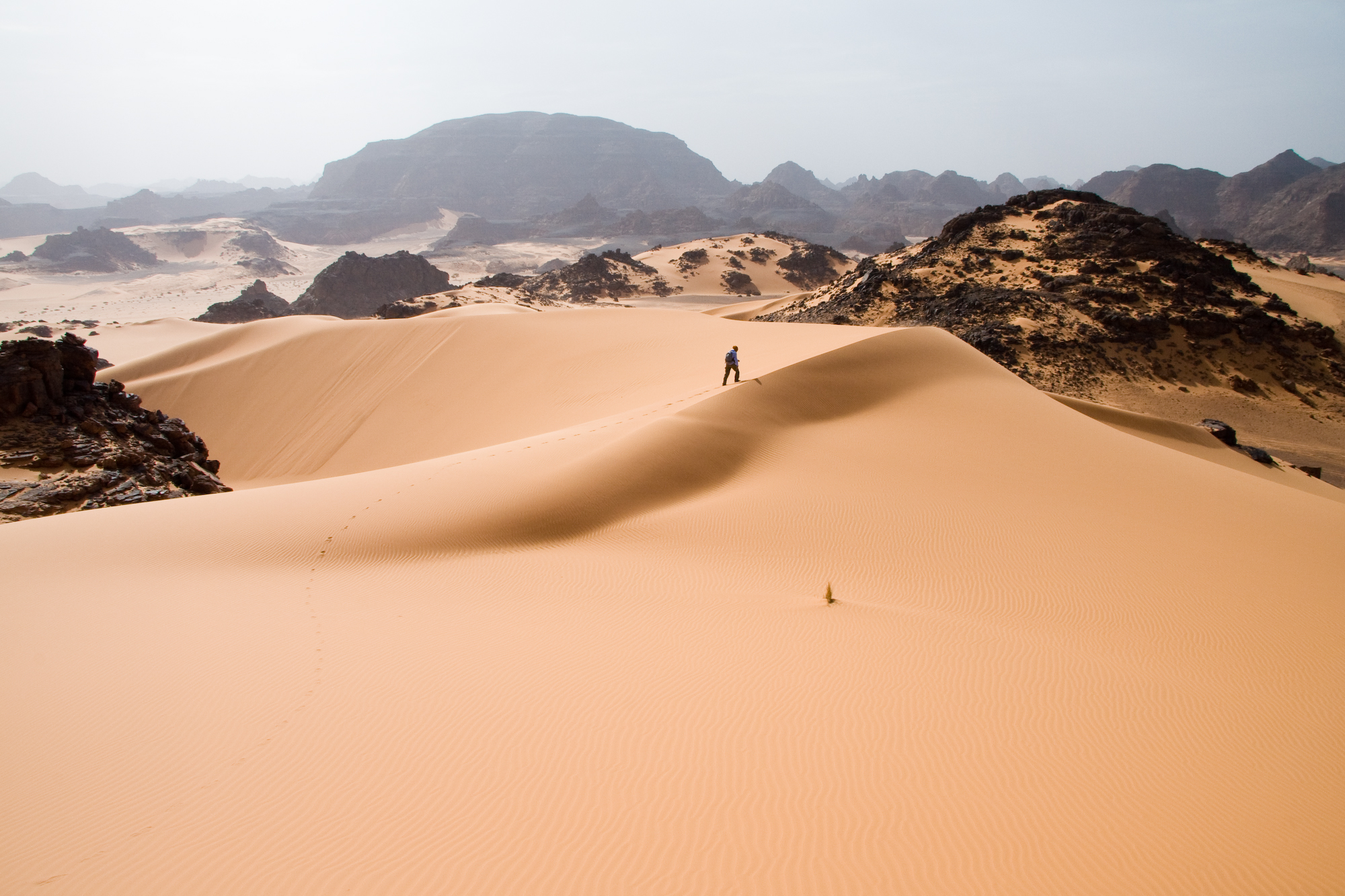
Uncharted 3 utspelar sig bland annat inom stora ökenområden, främst i Rub al-Khali på den Arabiska halvön, där Drake försöker att leta efter den försvunna staden Iram.

På gryningen lyckas de infiltrera sig till landningsbanan och Nate lyckas komma ombord på planet via ett landningshjul. Han blir snart upptäckt av Marlowes män ombord på planet och efter en eldstrid får planet allvarliga skador och slits itu. Nate och Marlowes män dras ut från planet av det stora lufttrycket, men Nate lyckas öppna en fallskärm och landar på marken helskinnad. Nate landar nära planets vrakdelar, mitt i det stora Rub al Khali-öknen. Han vandrar ensam genom öknen i flera dagar, och lider av värmeslag, svår törst och han får gång på gång syn på hägringar. Men en dag så hittar Nate till sist en övergiven bosättning, men som har tagits över av Marlowes män. Men en flock ryttare, ledda av deras ledare Salim, dyker plötsligt upp och kommer till Nates undsättning. I ryttarnas läger berättar Salim för Nate att staden Ubar var förbannad för tusentals år sedan av kung Salomo när han fängslade onda Djinn i ett mässingskärl och kastade den i stadens hjärta. Han går med på att hjälpa Nate och leder honom till konvojen. Nate och Salim förintar konvojen och lyckas rädda Sully. Salim instruerar Nate och Sully att följa med honom in i en närliggande sandstorm, men Nate och Sully råkar bli vilsna i stormen och de inser att de har anlänt till portarna till Ubar, även känd som "Sandens Atlantis".
Nate och Sully stiger in i Ubar och förundras över den vackra staden förrän de stöter på en vattenfontän. Nate dricker vattnet från fontänen, men plötsligt blir Sully skjuten på ryggen av Talbot och dör. Nate blir ilsken och jagar efter Marlowe och Talbot. Under jakten råkar han i strid med Marlowes män, som tycks ha fått tag på magiska eldkrafter. Nate försöker att följa efter Talbot, men hamnar plötsligt i en klarsynt dröm där hans omgivning och hans sinne förvrängs. Men Nate får senare tillbaka sitt medvetande och återupptar jakten efter Talbot, när han också finner Sully vid liv. Det sanna mysteriet om vad som hände med människorna i Ubar tusentals år tidigare blir sedan uppenbart: som Salim hade förklarat hade Kung Salomo kastat en stor talisman av mässing in i stadens djupa hålor. När den föll i vattnet började talismanen att förorena vattnet med ett kraftfullt hallucinogenmedel. När folket därefter drack från stadens vatten blev de galna och civilisationen i staden bröts då samman. Nate inser att talismanen var det som Elizabeth I skickade Francis Drake för att hitta, och som Marlowe nu var ute efter. 
Nate och Sully genomsöker staden och finner sedan Marlowe, som använder en lyftkran för att dra upp den stora talismanen från vattnet. Nate och Sully gör ett bakhåll, men Talbot knuffar ner Sully i vattnet. Nate hoppar i för att rädda honom, och samtidigt förstöra lyftkranen. Explosionen skapar en kedjereaktion i hela staden, vilket gör att stadens grundpelare kollapsar. Nate och Sully försöker fly, men de stöter på Marlowe och Talbot. De faller alla ner från ett kollapsat torn, och Marlowe blir fast i kvicksand. Nate försöker att rädda Marlowe, men misslyckas och Marlowe drunknar i sanden, ihop med Drakes ring. Nate och Sully flyr till stadsporten då hela staden kollapsar och begravs av stora sandmassor. Men de blir hindrade av Talbot, som försöker att döda dem med sin kniv. Men Nate lyckas skjuta ner honom och efteråt anländer Salim ridandes på sin häst och för dem till säkerhet.
Nate och Sully återvänder till Jemen för att ta ett flygplan hemåt. Sully förklarar för Nate varför han fattade ett stort intresse för den unge Nate. Han ger sedan tillbaka Nates vigselring och vänder sig om för att ge den till Elena, som återförenas med dem. Elena säger till Nate att hon är ledsen för att han förlorade sin ring, men han visar sin vigselring och säger att han har bytt den till något bättre, och de båda omfamnar varandra. Sully visar sedan för Nate och Elena hans nya sjöflygplan, som de använder för att resa tillbaka hem igen.

### Karaktärer
- Nolan North - Nathan Drake
- Richard McGonagle - Victor Sullivan
- Rosalind Ayres - Katherine Marlowe
- Emily Rose - Elena Fisher
- Claudia Black - Chloe Frazer
- Graham McTavish - Charlie Cutter
- Robin Atkin Downes - Talbot
- Billy Unger - Nathan Drake som ung
- TJ Ramini - Salim
- Sayed Badreya - Ramses

## Gameplay
Uncharted 3 är ett actionspel som kombinerar tredjepersonsskjutande med olika plattformsmoment. Spelaren tar endast kontrollen över Nathan Drake. Han kan klättra, simma, smyga, sprinta och utföra olika Parkourmoment. Drake kan ta ner sina fiender med antingen sina nävar eller med olika skjutvapen som finns utspridda i hans omgivning. Han kan dessutom utföra smygattacker för att snabbt och ljudlöst döda sina fiender, en i taget. Drake kan bära minst två skjutvapen, ett primärt vapen (såsom gevär) och ett sidovapen (såsom pistoler) samt fyra handgranater. Han kan ersätta hans vapen med ett nytt genom att plocka upp ett vapen från döda fiender, liksom ammunition till vapnet. Drake kan ta skydd bakom olika föremål eller låga väggar, och samtidigt kunna skjuta mot sina fiender i en skyddad position. Han kan både sikta med sitt vapen för att få bättre precision, eller skjuta blindskott mot sina fiender, eller även skjuta mot fiender medan Drake förflyttar sig. Om Drake skulle möta sina fiender medan han hänger på en vägg eller avsats kan han också skjuta från en hängande position.
I Uncharted 3 kan Drake nu besegra sina motståndare på flera sätt än tidigare: han kan nu gå i nävkamp med flera motståndare samtidigt med nya motattacker att använda, liksom nya smygattacker.. Drake kan nu agera med omgivningen omkring honom, då han kan till exempel använda en flaska för att slå en motståndares ansikte. I vissa ställen i spelet måste Drake lösa olika pusselmoment med hjälp av hans anteckningsbok, där han läsa om olika ledtrådar för att kunna lösa de pussel som han råkar ut för.
Det finns en hel del små skatter utspridda i spelet som Drake kan hitta och ta upp. Genom att göra detta, liksom utföra olika utmaningar och prestationer i spelet, erhåller man medaljer och pengar som kan använda för att köpa speciallägen som ger bonusar till spelaren. Man kan köpa kostymer och vapen, skaffa sig obegränsad ammunition, uppgraderingar till onlinespel, samt köpa olika concept arts och filmsekvenser.

## Multiplayer
Precis som i Uncharted 2 har Uncharted 3 ett multiplayerläge, som består av ett tävlingsläge för 10 spelare och ett samarbetsläge för 3 spelare. Multiplayerläget påminner mycket om i det föregående spelet, fast med många nya modifieringar. Det finna nya vapen och speltyper, och spelaren kan skräddarsy sin multiplayer-karaktär. Det finns flera alternativ för att kunna anpassa sín karaktär, såsom olika karaktärsskinn, lägga till bonusförmågor, skaffa skicklighetsmedaljer och det finns ett progressivt rankningssystem. Man kan samla in skatter i olika platser i multiplayer-kartorna, antingen i skattkistor eller från besegrade fiender. Skatter kan användas som en valuta för att kunna låsa upp nya karaktärer, utrustningar (såsom vapen och vapentillbehör) och bonusförmågor. Man kan anpassa sin karaktärs utseende, såsom dennes kläder, hudton, röst m.m., eller uppgradera vapnen som man bär på. I tävlingsläget kan spelaren beväpna sin karaktär med vilket vapen som helst, och man kan dela upp sina vapen i fyra utrustningsplatser, som kan välja att använda under en multplayermatch. Man kan lägga till två bonusbrickor som förbättrar spelaren, liksom en medaljbelöning som ger spelaren ett speciellt vapen eller förmåga som man erhåller när man skaffar sig ett visst antal medaljer som man skaffar i en multiplayermatch.
Man har lagt till ett nytt kompissystem i mutiplayer. I början av varje match får spelaren att gå med en slumpartad partner eller vän om man går med i deras match. Kompisens emblem visas som en del av spelarens HUD som visar dess position i förhållande till spelarens egna emblem på kartan. Med en kompis kan man göra ett kombinerat hån över döda fiender som man tillsammans har besegrat, och kan också samla in varandras förtjänta skatter för dem. Spelaren har förmågan att spawna bredvid sin kompis så länge som kompisen är vid liv och håller sig borta från striden. Man kan också tillsammans med en kompis spela i en delad skärm, på en enda konsol. 
Flera nya funktioner har inkluderats i multiplayer, inklusive spelsituationer som syftar till att hjälpa det förlorande laget och "Uncharted TV", en liten tv-skärm som visas i multiplayermenyn, där man kan skapa videor som kan laddas upp till Facebook, YouTube eller XMB.

## Vapen
Gevär
- AK-47
- G-MAL
- M9
- PAK-80 (kulspruta)
- KAL-7
- FAL SS
- T-Bolt Sniper
- Dragon Sniper
- Avsågat hagelgevär
- SAS-12

Pistoler
- .45 Defender
- RafficaPistol
- Para 9
- Wes-44
- Arm Micro
- Prickskyttepistol Tau
- Mag 5
- Pistole (hagelpistol)
- Ljuddämpad pistol

Specialvapen
- RPG-7
- M32-Hammer
- Mk-NDI (handgranat)
- Kravallsköld

## Utveckling
Spelet tillkännagavs officiellt av Sony den 9 december 2010, två dagar före VGA-2010, som presenterade en kort video av spelet som visades på spelmässan Video Games Awards 2010.
Efter det officiella meddelandet förklarade Amy Hennig, creative director av Naughty Dog, om deras utveckling av ökenområdena i spelet, och att de har skapat nya dynamiska effekter för brand, rök och vatteneffekter i spelet. Hon berättade även om deras förbättring av spelets Multiplayer- och samerbetsläge och att spelet har 3D-stöd. Utvecklarna har även sagt att om det kan ge en intressant utveckling av handlingen i Uncharted-serien, skulle de inte tveka att döda en av seriens huvudpersoner.
Den 11 december 2010 släpptes en ny trailer av spelet.
Under E3 2011 har Sony och Naughty Dog presenterat en singleplayer-demo av spelet. I en senare intervju med Justin Richmond, sammanfattade han de viktigaste punkterna på utvecklarnas fokus på spelet: att de har maximalt utnyttjat kraften hos playstation 3 med ett större värde för pengarna jämfört med föregående kapitel, och att de har förbättrat ljussättningen i spelet.
Den öppna betan gavs ut officiellt den 28 juni 2011, och den 5 juli för samtliga PSN-användare.

## Mottagande
| Mottagande                         | Mottagande    |
| Samlingsbetyg                      | Samlingsbetyg |
| Tjänst                             | Betyg         |
| ---------------------------------- | ------------- |
| Gamerankings                       | 92.08%        |
| Metacritic                         | 92/100        |
| Recensionsbetyg                    |               |
| Publikation                        | Betyg         |
| 1UP.com                            | A             |
| Computer and Video Games           | 9.5/10        |
| Edge                               | 9/10          |
| Electronic Gaming Monthly          | 9/10          |
| Eurogamer                          | 8/10          |
| Game Informer                      | 9.5/10        |
| Gamepro                            | [ 23 ]        |
| Game Revolution                    | A+            |
| Gamespot                           | 9/10          |
| Gamesradar                         | 9/10          |
| GamesTM                            | 9/10          |
| Gametrailers                       | 9.5/10        |
| IGN                                | 10/10         |
| Official PlayStation Magazine (US) | 9.8/10        |
| Official PlayStation Magazine (UK) | 10/10         |
| Play Magazine                      | 90%           |
| PSM3                               | 9.6/10        |
| Videogamer.com                     | 9/10          |
| X-Play                             | [ 34 ]        |
| Gamereactor                        | 10/10         |

Uncharted 3 har fått ett mycket bra mottagande från många spelkritiker och har fått mestadels positiva recensioner.